# FEZ1
Фасцикуляционный и удлиняющий белок дзета-1, сокращённо FEZ-1 или FEZ1, — белок, который у человека кодируется геном FEZ1, локализованным на коротком плече (p-плече) 11-й хромосомы человеческого генома. Длина аминокислотной последовательности этого белка составляет 392 аминокислоты. Молекулярная масса этого белка составляет 45 119 дальтон. Он локализуется в клеточной мембране, цитоплазме, цитоскелете. Относится к фосфопротеинам.
Этот ген является гомологом, точнее, ортологом гена Caenorhabditis elegans unc-76. Этот ген критически необходим для нормального роста и развития аксонов нейронов и для правильной сборки аксонов от разных нейронов в нервные волокна, нервные пучки и тракты (то есть для осуществления процесса фасцикуляции аксонов). Экспрессия человеческого варианта гена FEZ1 у особей Caenorhabditis elegans с делецией или нефункциональной мутацией гена способна полностью восстановить двигательную активность сегментов тела червя и способность аксонов его нейронов к нормальному росту, удлинению и фасцикуляции (формированию пучков нервных волокон). N-терминальный конец аминокислотной последовательности белка, кодируемого этим геном, обладает высокой кислотностью. Описаны варианты альтернативного сплайсинга транскриптов этого гена, приводящие к образованию разных изоформ белка FEZ1.
Этот белок присутствует в нейронах. Показано, что он способствует снижению восприимчивости нейронов к инфицированию вирусом ВИЧ типа 1.

## Взаимодействия
Показано, что белок FEZ1 взаимодействует с протеинкиназой C подтипа дзета, а также с белком NBR1 и с белком DISC1.

## Список литературы
- Kuroda S., Nakagawa N., Tokunaga C. et al. Mammalian homologue of the Caenorhabditis elegans UNC-76 protein involved in axonal outgrowth is a protein kinase C zeta-interacting protein. (англ.) // J. Cell Biol.[англ.] : journal. — 1999. — Vol. 144, no. 3. — P. 403—411. — doi:10.1083/jcb.144.3.403. — PMID 9971736. — PMC 2132904.
- Whitehouse C., Chambers J., Howe K. et al. NBR1 interacts with fasciculation and elongation protein zeta-1 (FEZ1) and calcium and integrin binding protein (CIB) and shows developmentally restricted expression in the neural tube. (англ.) // Eur. J. Biochem.[англ.] : journal. — 2002. — Vol. 269, no. 2. — P. 538—545. — doi:10.1046/j.0014-2956.2001.02681.x. — PMID 11856312.
- Strausberg R. L., Feingold E. A., Grouse L. H. et al. Generation and initial analysis of more than 15,000 full-length human and mouse cDNA sequences. (англ.) // Proceedings of the National Academy of Sciences of the United States of America : journal. — 2003. — Vol. 99, no. 26. — P. 16899—16903. — doi:10.1073/pnas.242603899. — Bibcode: 2002PNAS...9916899M. — PMID 12477932. — PMC 139241.
- Miyoshi K., Honda A., Baba K. et al. Disrupted-In-Schizophrenia 1, a candidate gene for schizophrenia, participates in neurite outgrowth. (англ.) // Mol. Psychiatry[англ.] : journal. — 2004. — Vol. 8, no. 7. — P. 685—694. — doi:10.1038/sj.mp.4001352. — PMID 12874605.
- Surpili M. J., Delben T. M., Kobarg J. Identification of proteins that interact with the central coiled-coil region of the human protein kinase NEK1. (англ.) // Biochemistry : journal. — 2004. — Vol. 42, no. 51. — P. 15369—15376. — doi:10.1021/bi034575v. — PMID 14690447.
- Goehler H., Lalowski M., Stelzl U. et al. A protein interaction network links GIT1, an enhancer of huntingtin aggregation, to Huntington's disease. (англ.) // Mol. Cell[англ.] : journal. — 2004. — Vol. 15, no. 6. — P. 853—865. — doi:10.1016/j.molcel.2004.09.016. — PMID 15383276.
- Okumura F., Hatakeyama S., Matsumoto M. et al. Functional regulation of FEZ1 by the U-box-type ubiquitin ligase E4B contributes to neuritogenesis. (англ.) // J. Biol. Chem. : journal. — 2005. — Vol. 279, no. 51. — P. 53533—53543. — doi:10.1074/jbc.M402916200. — PMID 15466860.
- Gerhard D. S., Wagner L., Feingold E. A. et al. The status, quality, and expansion of the NIH full-length cDNA project: the Mammalian Gene Collection (MGC). (англ.) // Genome Res. : journal. — 2004. — Vol. 14, no. 10B. — P. 2121—2127. — doi:10.1101/gr.2596504. — PMID 15489334. — PMC 528928.
- Yamada K., Nakamura K., Minabe Y. et al. Association analysis of FEZ1 variants with schizophrenia in Japanese cohorts. (англ.) // Biol. Psychiatry[англ.] : journal. — 2005. — Vol. 56, no. 9. — P. 683—690. — doi:10.1016/j.biopsych.2004.08.015. — PMID 15522253.
- Stelzl U., Worm U., Lalowski M. et al. A human protein-protein interaction network: a resource for annotating the proteome. (англ.) // Cell : journal. — Cell Press, 2005. — Vol. 122, no. 6. — P. 957—968. — doi:10.1016/j.cell.2005.08.029. — PMID 16169070.
- Assmann E. M., Alborghetti M. R., Camargo M. E., Kobarg J. FEZ1 dimerization and interaction with transcription regulatory proteins involves its coiled-coil region. (англ.) // J. Biol. Chem. : journal. — 2006. — Vol. 281, no. 15. — P. 9869—9881. — doi:10.1074/jbc.M513280200. — PMID 16484223.
- Blasius T. L., Cai D., Jih G. T. et al. Two binding partners cooperate to activate the molecular motor Kinesin-1. (англ.) // J. Cell Biol.[англ.] : journal. — 2007. — Vol. 176, no. 1. — P. 11—7. — doi:10.1083/jcb.200605099. — PMID 17200414. — PMC 2063617.
- Koga M., Ishiguro H., Horiuchi Y. et al. Failure to confirm the association between the FEZ1 gene and schizophrenia in a Japanese population. (англ.) // Neurosci. Lett.[англ.] : journal. — 2007. — Vol. 417, no. 3. — P. 326—329. — doi:10.1016/j.neulet.2007.02.055. — PMID 17374448.